# Koszary Kościuszki w Baranowiczach
Koszary Kościuszki w Baranowiczach – kompleks koszarowy znajdujący się na terenie garnizonu Baranowicze.

## Charakterystyka
Baranowickie koszary wzniesione zostały w 1896 dla potrzeb rosyjskiej 1 Brygady Kolejowej. W latach 1914–1915 zostały prowizorycznie rozbudowane i przystosowane do funkcjonowania w nich kwatery głównej Naczelnego Dowództwa armii rosyjskiej. Także w nich, z początkiem października 1916, Niemcy i Austriacy skoncentrowali wszystkie trzy brygady Legionów Polskich przed ich odjazdem na Mazowsze. Pojemność całych koszar oceniano na 1600 ludzi i 1800 koni.
Po podpisaniu traktatu ryskiego Baranowicze stały się miastem polskim, a carskie koszary przekazano Urzędowi Emigracyjnemu, podległemu Ministerstwu Pracy i Opieki Społecznej. Stały się one stacją zborną dla tysięcy uchodźców zza wschodniej granicy i ulegały permanentnej dewastacji.

W kolejnych latach kompleks użytkowało Wojsko Polskie. Jako jedne z pierwszych przybyły tu pododdziały 78 pułku piechoty i 9 dywizjonu artylerii konnej. W grudniu 1923 do Baranowicz przyjechały szwadrony 26 pułku Ułanów Wielkopolskich i zajęły najbardziej oddalone od miasta, murowane, podłużne garażo-hangary kolejek wąskotorowych, usytuowane w rejonie obecnych ulic: Czurylina – Wojkawa – Rakasouskaha – Ubarewicza. Jeden z nich przerobiono doraźnie na koszary, a cztery na stajnie, choć właściwie na stajnio-koszary. Na parterach tych ostatnich kwaterowały konie, a na poddaszach ułani. W 1927 dowódca 9 Samodzielnej Brygady Kawalerii gen. Stanisław Grzmot-Skotnicki meldował o przypadkach, kiedy świeżo wcieleni rekruci nieustannie dezerterowali, twierdząc, że w takich budynkach nie da się żyć, żądając przeniesienia do innych pułków i obiecując, że gdziekolwiek indziej staną się wzorowymi żołnierzami. Według meldunków dowódcy 26 pułku ułanów ppłk. Tadeusza Machalskiego podłogi były poniżej poziomu otoczenia, tak że z wiosennymi roztopami przesiąkająca woda zalewała podłogi, lepkie błoto ściągało buty z nóg [...]. W zimie najwyższa temperatura, którą można było osiągnąć, nie przekraczała minus 2 stopni, tak że woda zamarzała w spluwaczkach [...]. Jak w takich warunkach wyglądała higiena, łatwo sobie wyobrazić.
Interwencje baranowickich dowódców przyniosły skutek dopiero na początku lat 30. Do 22 grudnia 1932 między placem apelowym a dotychczasowymi stajnio-koszarami powstały trzy nowoczesne budynki koszarowe, a w pobliżu magazyn, wozownia i stajnia. Koszary dysponowały centralnym ogrzewaniem, wodociągami, kanalizacją, umywalniami i nowoczesnymi ustępami. Każdy szwadron miał, oprócz sypialni, swoją świetlicę i magazyny. Była też nowoczesna kuchnia i wyłożona kafelkami sala jadalna.

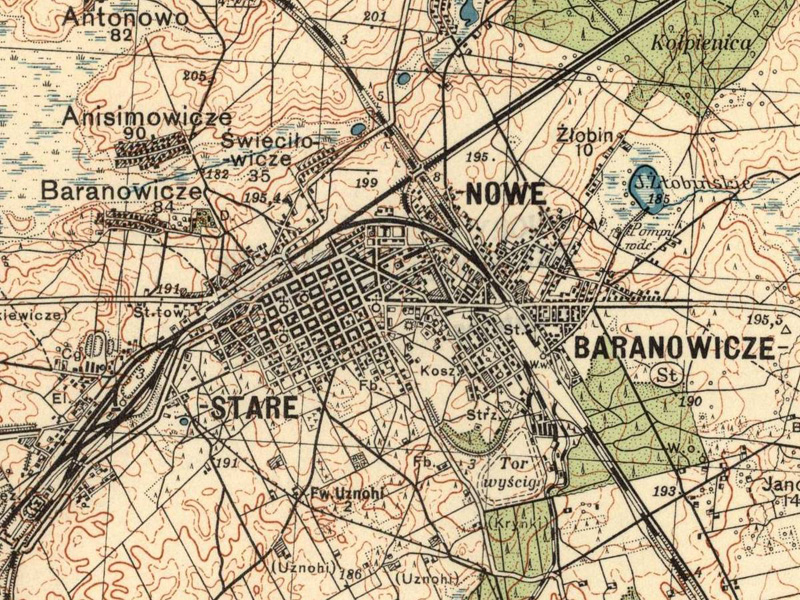
Mapa Baranowicz z zaznaczonymi koszarami
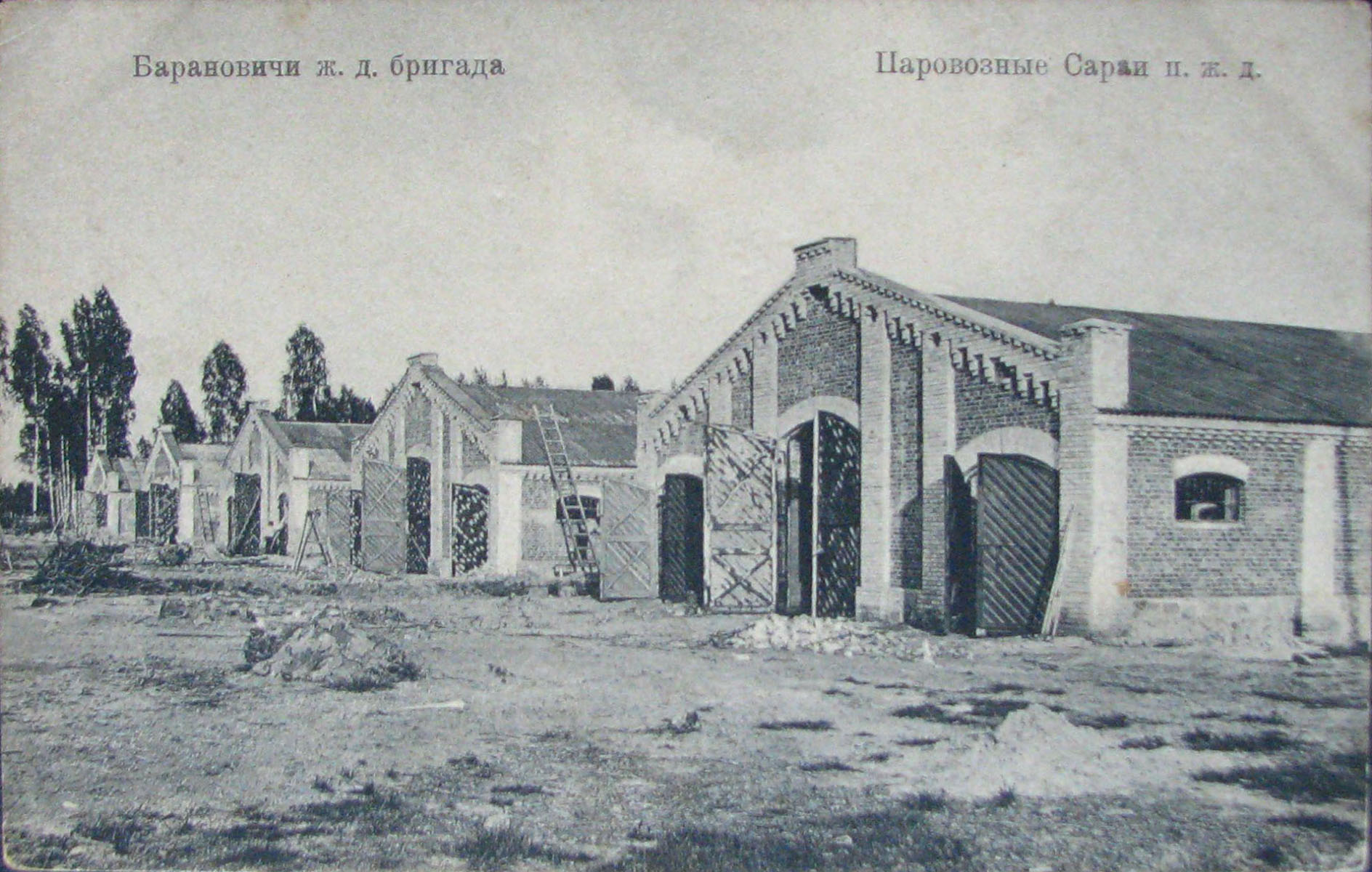
Baranowicze - hangary kolejowe wykorzystywane jako koszary
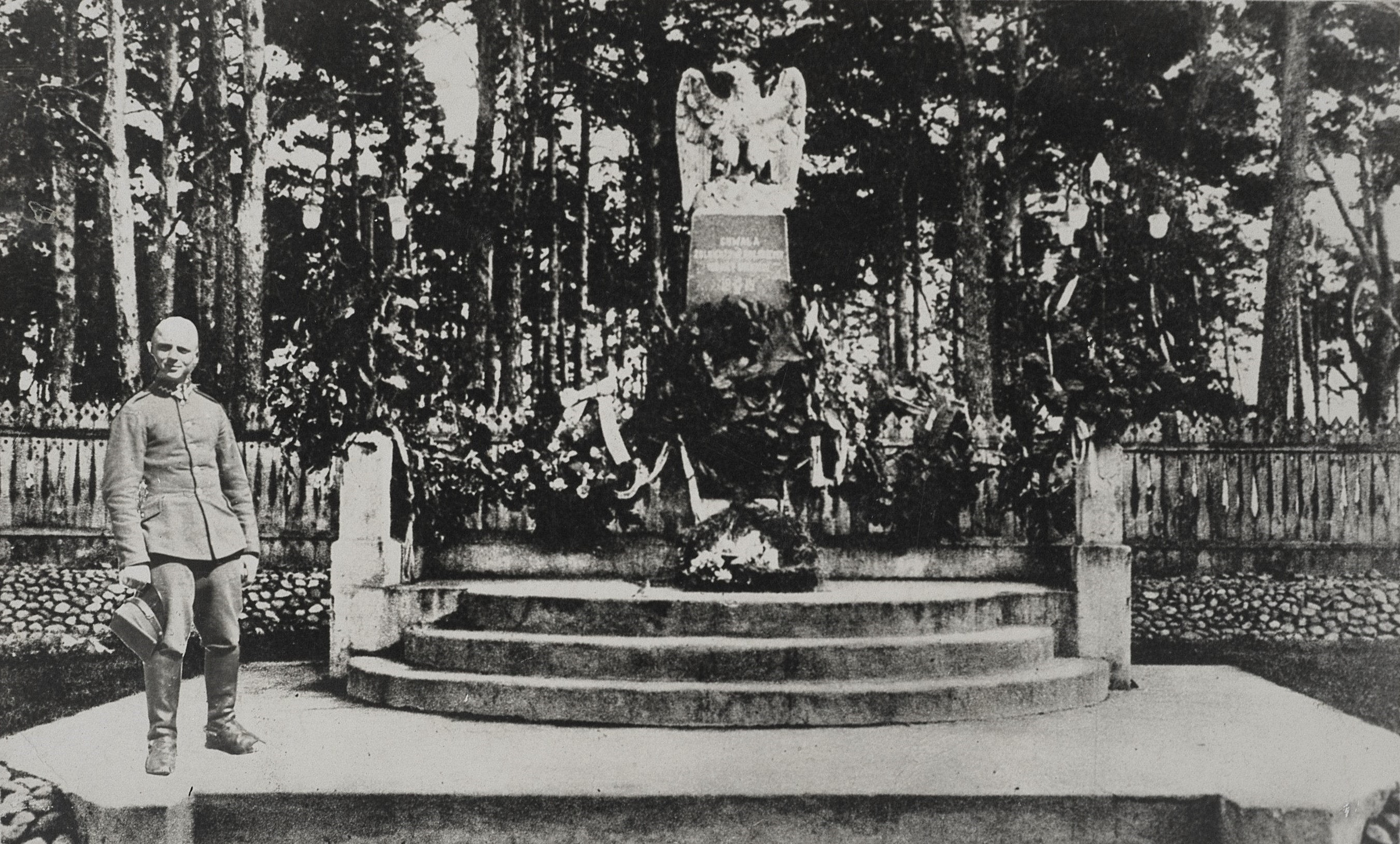
Pomnik Nieznanego Żołnierza w Baranowiczach
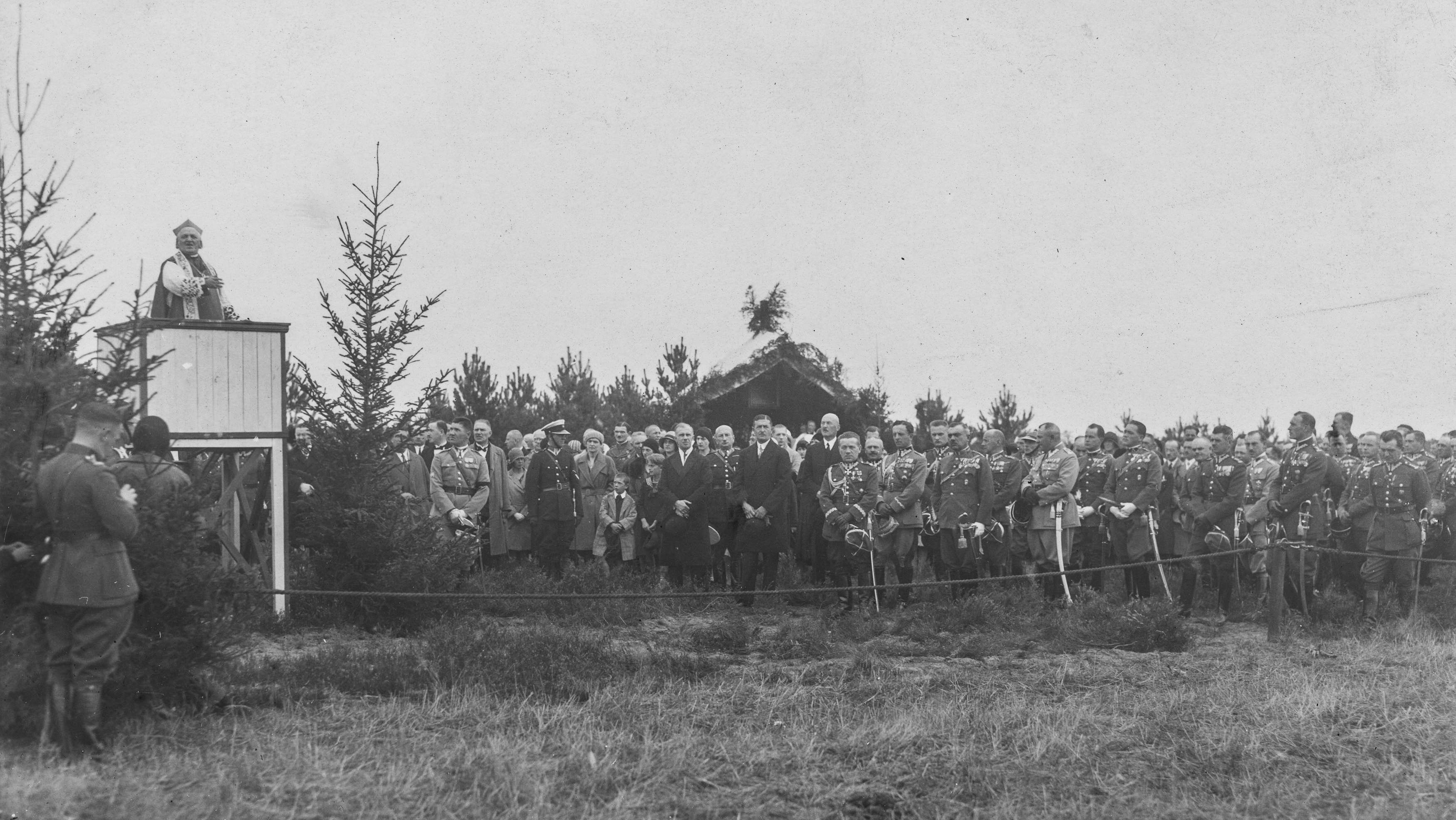
X-lecie 9 dak. Msza polowa; kazanie wygłasza biskup Władysław Bandurski

Koszary Kościuszki w Baranowiczach ucierpiały w stopniu znacznym w latach II wojny światowej. Do dziś (2020) stoją jedynie murowane budynki FKW i dowództwa brygady. W miejsce starej, parterowej, drewnianej zabudowy powstają nowe, wielopiętrowe bloki mieszkalne. Teren dawnych koszar 26 pułku ułanów zabudowany jest między innymi obiektami Uniwersytetu Baranowickiego.